# Grammotaulius submaculatus
Grammotaulius submaculatus är en nattsländeart som först beskrevs av Jules Pièrre Rambur 1842.  Grammotaulius submaculatus ingår i släktet Grammotaulius och familjen husmasknattsländor. Inga underarter finns listade i Catalogue of Life.